# Стерджен, Никола
Никола Фергюсон Стерджен (англ. Nicola Ferguson Sturgeon, гэльск. Nicóla Féirghusanh Stérdnh; род. 19 июля 1970, Эрвин) — шотландский политик, первый министр Шотландии с 20 ноября 2014 по 15 февраля 2023 года, лидер Шотландской национальной партии с 14 ноября 2014 по 15 февраля 2023 года. Первая женщина на посту лидера Шотландии.

## Молодость и образование
Никола Фергюсон Стерджен родилась в Центральной больнице Эршира в Эрвине 19 июля 1970 года. Она является старшей из трёх дочерей в семье электрика Роберта Стерджена (род. 1948), и медсестры стоматологии Джоан Керр Стерджен (в девичестве Фергюсон, род. 1952). Её мать, Джоан является членом Совета Северного Эршира от Шотландской национальной партии (SNP).
Стерджен окончила Университет Глазго, получив степень бакалавра юридических наук в 1992 году. После учёбы она работала юристом в Стерлинге, а затем в Глазго.

## Начало политической карьеры
Стерджен вступила в Шотландскую национальную партию (SNP) в 1986 году, уже будучи на тот момент членом Кампании за ядерное разоружение, и вскоре стала там вице-координатором по делам молодёжи и вице-координатором по рекламе. Она впервые баллотировалась в 1992 на всеобщих выборах в качестве кандидата в Британский парламент от SNP в избирательном округе Глазго Шеттлстон, где не смогла победить, но стала самым молодым кандидатом в парламент от Шотландии.
На всеобщих выборах 1997 года Стерджен баллотировалась в парламент в округе Глазго Гован. Она проиграла кандидату от Лейбористской партии Мохаммеду Сарвару 2914 голосов. Вскоре после этого, Стерджен была назначена представителем SNP по энергетическим вопросам и образованию.
В 1999 году Стерджен участвовала в первых в истории выборах в шотландский парламент в качестве кандидата от SNP в округе Глазго Гован. Хотя она не смогла победить в округе, она значилась на первом месте в региональном списке от партии SNP для региона Глазго, и, таким образом, была избрана в парламент Шотландии. В течение первого срока в шотландском парламенте, Стерджен была членом теневого кабинета — министром по делам детей и образования с 1999 по 2000 годы, министром здравоохранения с 2000 до 2003 годы, и министром юстиции с 2003 по 2004 годы.

## Заместитель руководителя партии и заместитель первого министра

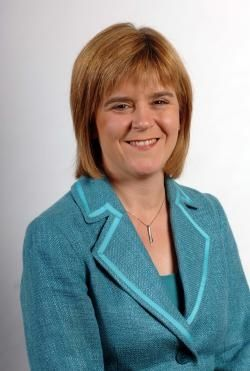
2008 год

22 июня 2004 года, Джон Суинни ушёл в отставку с поста лидера SNP после плохих результатов на выборах в Европейский парламент. 24 июня 2004 года Стерджен объявила, что она собирается выдвигать свою кандидатуру на пост лидера партии. Однако затем она снялась с выборов в пользу кандидатуры Алекса Салмонда, который первоначально заявлял что не намерен баллотироваться, и стала кандидатом на пост вице-председателя партии в тандеме с Салмондом.
3 сентября 2004 года Салмонд и Стержден были объявлены победителями на выборах. Поскольку Салмонд на тот момент всё ещё был депутатом в Палате общин, Стерджен руководила фракцией SNP в шотландском парламенте до выборов 2007 года, когда Салмонд избрался в шотландский парламент.
На выборах 2007 года в округе Глазго Гован, она победила лейбориста Гордона Джексона с перевесом в 4,7 %. Выборы 2007 года привели к «подвешенному парламенту», SNP получило 47 мест, лейбористы 46, SNP впоследствии сформировала правительство меньшинства. Стержден была назначена на должность заместителя первого министра и министра здравоохранения в кабинете первого министра Алекса Салмонда.

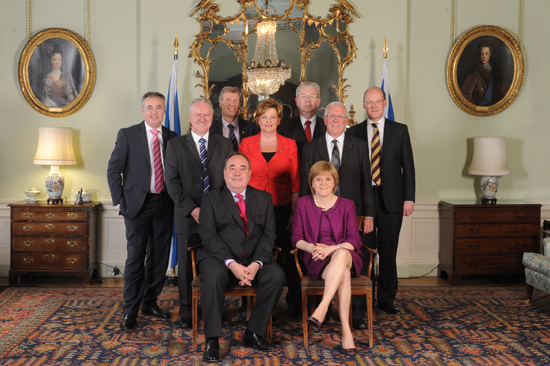
Стёрджен, Салмонд и члены шотландского парламента, 2011 год

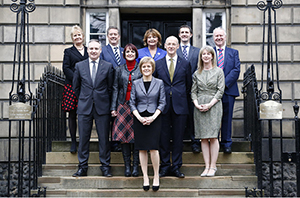
Стёрджен, Суинни и другие члены кабинета, Бьют Хаус, Эдинбург, 2016 год

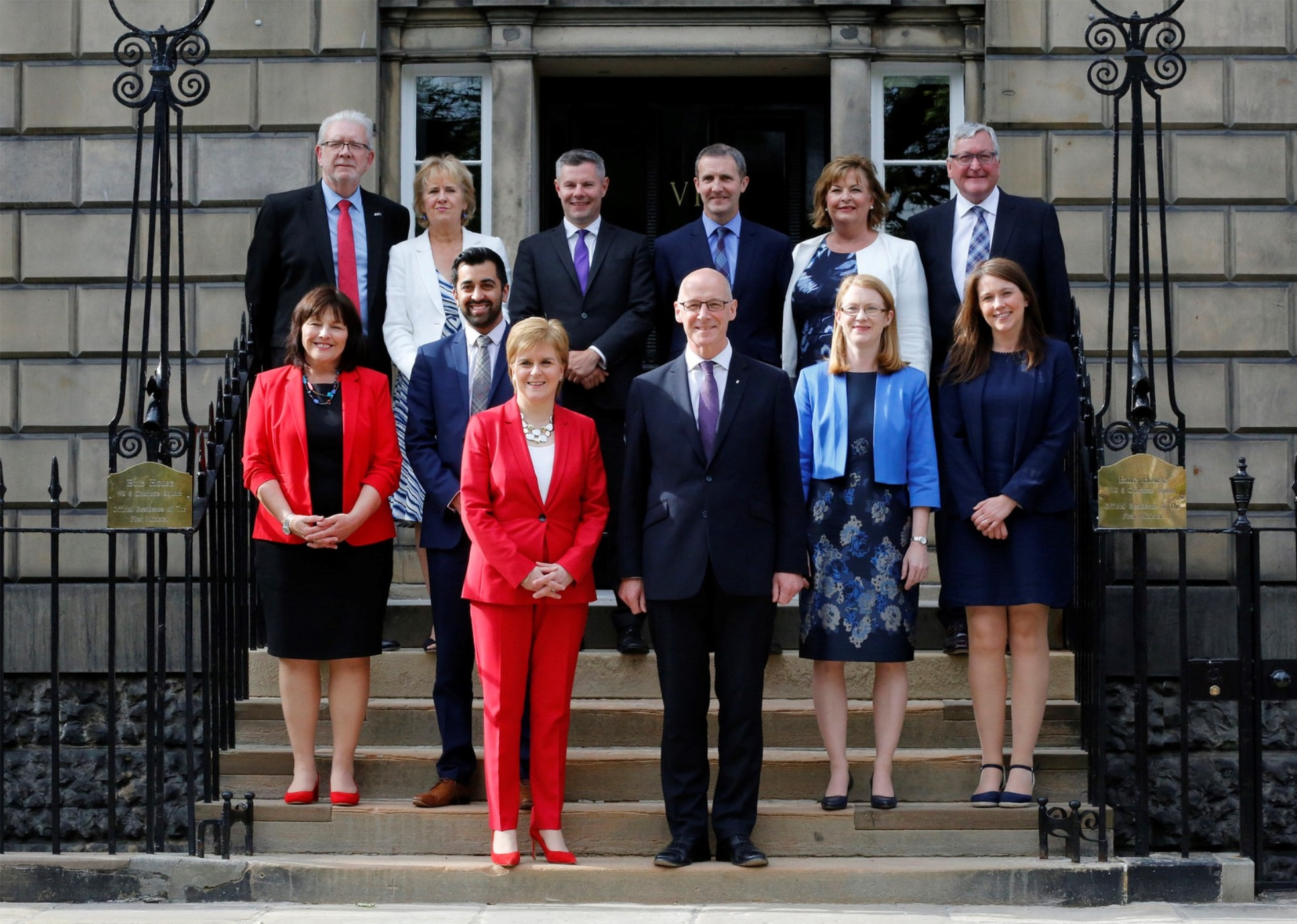
Стёрджен, Суинни и другие члены кабинета, Бьют Хаус, Эдинбург, 2018 год

В 2011 году, SNP одержала уверенную победу и добилась абсолютного большинства в парламенте. Стержден сохранила должность заместителя первого министра и министра здравоохранения, но год спустя она была назначена министром по инфраструктуре и инвестициям и руководителем по организации референдума о независимости Шотландии. Стерджен утверждала, что независимость позволит Шотландии построить более сильную и конкурентоспособную страну поменять приоритеты в расходах, с тем чтобы бороться со «скандальным ростом бедности в такой богатой стране, как Шотландия».
19 сентября 2014 года на референдуме 55,3 % избирателей не поддержали независимость Шотландии, 44,7 % проголосовали «да». После поражения на референдуме, первый министр Алекс Салмонд объявил о своём уходе с поста первого министра и лидера SNP. Стерджен сразу же объявила, что она будет кандидатом на выборах на эти посты, и получила большую поддержку в иерархии SNP.

## Руководитель Шотландской национальной партии
24 сентября 2014 года Стерджен официально начала свою предвыборную кампанию, большое количество видных членов SNP публично поддержали её кандидатуру, и стало очевидно, что ни один другой кандидат не сможет получить необходимые номинационные голоса.
Номинирование кандидатур на пост руководства SNP закрылось 15 октября, Стерджен была утверждена в качестве единственного кандидата. Она была избрана на выборах на безальтернативной основе во время осенней конференции партии в ноябре 2014 года.

## Первый министр Шотландии
19 ноября 2014 года Салмонд официально подал в отставку с поста первого министра Шотландии, и Стерджен была избрана парламентом Шотландии в качестве его преемника, став первой женщиной на этой должности.
В марте 2022 года стала первым политиком в истории Шотландии, которая принесла публичные извинения за ведьмовские процессы, которые проходили в Шотландии в 1589—1707 годах.
15 февраля 2023 года Стерджен официально подала в отставку в связи с возникшими разногласиями со сторонниками по партии и правительству относительно решения об использовании следующих выборов в качестве де-факто референдума о независимости Шотландии.

## Мнения
Шотландское издание The Herald называло её «Шотландским политиком года» в 2008, 2012 и 2014 годах.
В феврале 2013 года она заняла 20-е место в списке самых влиятельных женщин Великобритании на шоу Woman’s Hour BBC Radio 4.
В марте 2018 года она заняла 1-е место в списке самых влиятельных женщин Великобритании по онлайн-опросу аудитории SkyNews, обойдя саму королеву Елизавету II.

## Личная жизнь
Стерджен живёт в Глазго с мужем Питером Мюрреллом, который в настоящее время занимает пост главного исполнительного директора (CEO) Шотландской национальной партии (SNP). Супруги были в отношениях с 2003 года, они объявили о своей помолвке 29 января 2010 года и поженились 16 июля 2010 года в Глазго.
В 2016 году Стерджен рассказала, что в 2011 году у неё был выкидыш.